# Hanžekovićev memorijal
Hanžekovićev memorijal ime je međunarodnog atletskog mitinga koji se održava u Zagrebu od 1951. godine. U sklopu mitinga, večer ranije održava se Memorijal Ivana Ivančića od 2015. godine.

## Povijest
Hanžek je prvi put održan 1951. godine, ali tada i sljedećih šest godina bilo je lokalno natjecanje - bio je klupski dvoboj Mladosti i Dinama. 1957. Hanžek postaje nacionalni miting, a 1962. međunarodni miting, 1998. godine Hanžekovićev memorijal zauzima 1. mjesto na ljestvici mitinga EAA (Europske atletske federacije), te sljedeće 1999. godine biva uvršten u viši rang – među IAAF mitinge (Svjetske atletske federacije). Od 2009. godine, memorijal je dio IAAF World Challenge mitinga. Utrka na 110m prepone nosi Hanžekovićevo ime od 1952. godine.
Ime je dobio po atletičaru i reprezentativcu Borisu Hanžekoviću rođenom 10. studenog 1916. u Požegi. Hanžeković je u Zagrebu završio pravni fakultet, ali proslavio se kako pobjedama na raznim dionicama (bio je višestruki juniorski prvak tadašnje države u trčanju na 100 i 200 m, na 110 m prepone i u trčanju štafeta 4x100 m i 4x400 m), tako i pobjedom nad Grkom Hristosom Mantikasom davne 1938. godine na Balkanijadi u Beogradu. Nastupao je za HŠK Concordiju.
Rang mitinga
bold - rang natjecanja je ukinut, reorganizacija
2020. – 2021. WA Continental Tour Gold
2010.-2019. IAAF World Challenge
2003.-2009. IAAF Grand Prix
2000. – 2002. IAAF Grand Prix 2

## Rekordi mitinga

### Muškarci
- 100 m - Usain Bolt, Jamajka, 9,85 - 1. rujna 2010.[3]
- 1500 m - Mohammed Khaldi, Alžir, 3:33,03 - 2. srpnja 2001.[4]
- 110 m prepone - Mark Crear, SAD, 12,98 - 5. srpnja 1999.[4]
- 400 m prepone - Kemel Thompson, Jamajka, 48,24 - 7. srpnja 2003.[4]
- skok u vis - Boateng Kwaku, Kanada, 2,34 - 3. srpnja 2000.[4]
- skok u dalj - Irwing Saladino, Panama, 8,45 - 4. srpnja 2007.[4]
- kugla - Christian Cantwell, SAD, 22,16 - 31. kolovoza 2009.[5]
- kladivo - Primož Kozmus, Slovenija, 81,51 - 31. kolovoza 2009.[5]

### Žene
- 100 m - Anelia Nuneva, Bugarska, 10,91 - 12. lipnja 1991.[4]
- 400 m - Vanya Stambolova, Bugarska, 50,37 - 31. kolovoza 2006.[4]
- 800 m - Yelena Afanasyeva, Rusija, 1:57,51 - 7. srpnja 1998.[4]
- 3.000 m - Wude Ayalew, Etiopija, 8:37,12 - 31. kolovoza 2009.[5]
- 100 m prepone - Olga Šišigina, Kazahstan, 12,60 - 5. srpnja 1999.[4]
- 400 m prepone - Daimi Pernia, Kuba, 54,14 - 3. srpnja 2000.[4]
- skok u vis - Blanka Vlašić, Hrvatska, 2,08 - 31. kolovoza 2009.[5]
- troskok - Mabel Gay, Kuba, 14,58 - 31. kolovoza 2009.[5]
- disk - Yarelis Barrios, Kuba, 64,98 - 9. rujna 2008.[4]

## Izabrani rezultati
Navode se rezultati utrka muškaraca na 100 metara i ženski skok u vis.

### 1999. godine
| Događaj                            | Poz. | Sportaš         | Nacionalnost           | Rez.  |
| ---------------------------------- | ---- | --------------- | ---------------------- | ----- |
| 100 m (vjetar: -0,6m/s) (muškarci) | 1.   | Bruny Surin     | Kanada                 | 10,08 |
| 100 m (vjetar: -0,6m/s) (muškarci) | 2.   | Jason Gardener  | Ujedinjeno Kraljevstvo | 10,10 |
| 100 m (vjetar: -0,6m/s) (muškarci) | 3.   | Dennis Mitchell | SAD                    | 10,14 |
| 200 m (muškarci)                   | 1.   | Bruny Surin     | Kanada                 | 20,29 |
| 200 m (muškarci)                   | 2.   | Tony McCall     | SAD                    | 20,37 |
| 200 m (muškarci)                   | 3.   | Sergej Osovic   | Ukrajina               | 20,48 |

### 2006. godine
| Događaj                            | Poz. | Sportaš          | Nacionalnost | Rez.  |
| ---------------------------------- | ---- | ---------------- | ------------ | ----- |
| 100 m (vjetar: -0,6m/s) (muškarci) | 1.   | Jason Smoots     | SAD          | 10,22 |
| 100 m (vjetar: -0,6m/s) (muškarci) | 2.   | Francis Obikwelu | Portugal     | 10,22 |
| 100 m (vjetar: -0,6m/s) (muškarci) | 3.   | Matic Osovnikar  | Slovenija    | 10,35 |
| skok u vis (žene)                  | 1.   | Blanka Vlašić    | Hrvatska     | 2,01  |
| skok u vis (žene)                  | 2.   | Kajsa Bergqvist  | Švedska      | 2,01  |
| skok u vis (žene)                  | 3.   | Venelina Veneva  | Bugarska     | 1,98  |

### 2007. godine
| Događaj                           | Poz. | Sportaš         | Nacionalnost           | Rez.  |
| --------------------------------- | ---- | --------------- | ---------------------- | ----- |
| 100 m (vjetar: +2 m/s) (muškarci) | 1.   | Matic Osovnikar | Slovenija              | 10,19 |
| 100 m (vjetar: +2 m/s) (muškarci) | 2.   | Gregory Bolden  | SAD                    | 10,29 |
| 100 m (vjetar: +2 m/s) (muškarci) | 3.   | Jason Gardener  | Ujedinjeno Kraljevstvo | 10,34 |
| skok u vis (žene)                 | 1.   | Blanka Vlašić   | Hrvatska               | 1,90  |
| skok u vis (žene)                 | 2.   | Emma Green      | Švedska                | 1,90  |
| skok u vis (žene)                 | 3.   | Marina Aitova   | Kazahstan              | 1,85  |

### 2008. godine
| Događaj                             | Poz. | Sportaš        | Nacionalnost | Rez.  |
| ----------------------------------- | ---- | -------------- | ------------ | ----- |
| 100 m (vjetar: -0,9 m/s) (muškarci) | 1.   | Nesta Carter   | Jamajka      | 10,23 |
| 100 m (vjetar: -0,9 m/s) (muškarci) | 2.   | Rodney Martin  | SAD          | 10,43 |
| 100 m (vjetar: -0,9 m/s) (muškarci) | 3.   | Ainsley Waugh  | Jamajka      | 10,41 |
| skok u vis (žene)                   | 1.   | Blanka Vlašić  | Hrvatska     | 2,04  |
| skok u vis (žene)                   | 2.   | Ana Čičerova   | Rusija       | 2,04  |
| skok u vis (žene)                   | 3.   | Chaunte Howard | SAD          | 2,00  |

### 2009. godine
Miting je održan u ponedjeljak, 31. kolovoza 2009. u Športskom parku "Mladost", postavljeno je 6 novih rekorda mitinga. Blanka Vlašić je postavila novi hrvatski rekord u skoku u vis od 208 cm, oboreni su i ženski rekordi u troskoku i skoku u vis, te muški na 100m, bacanje kugle i kladiva.
| Događaj            | Poz. | Sportaš                   | Nacionalnost | Rez.    |
| ------------------ | ---- | ------------------------- | ------------ | ------- |
| 100 m (muškarci)   | 1.   | Darvis Patton             | SAD          | 9,94    |
| 100 m (muškarci)   | 2.   | Michael Rodgers           | SAD          | 9,97    |
| 100 m (muškarci)   | 3.   | Nesta Carter              | Jamajka      | 10,04   |
| kugla (muškarci)   | 1.   | Christian Cantwell        | SAD          | 22,16   |
| kugla (muškarci)   | 2.   | Tomasz Majewski           | Poljska      | 21,47   |
| kladivo (muškarci) | 1.   | Primož Kozmus             | Slovenija    | 81,51   |
| kladivo (muškarci) | 2.   | Krisztian Pars            | Mađarska     | 79,18   |
| 3 000 m (žene)     | 1.   | Wude Ayalew               | Etiopija     | 8:37,12 |
| 3 000 m (žene)     | 2.   | Iness Chepkessis Chenonge | Kenija       | 8:40,60 |
| troskok (žene)     | 1.   | Mabel Gay                 | Kuba         | 14,58   |
| troskok (žene)     | 2.   | Biljana Topić             | Srbija       | 14,51   |
| skok u vis (žene)  | 1.   | Blanka Vlašić             | Hrvatska     | 2,08    |
| skok u vis (žene)  | 2.   | Ana Čičerova              | Rusija       | 1,94    |
| skok u vis (žene)  | 3.   | Svetlana Školina          | Rusija       | 1,94    |

### 2010. godine
2010. godine, "Hanžek" je prvi put održan kao dio IAAF-ova World Challenge mitinga, nakon što je 10 godina (1999. – 2009.) bio atletski 'Grand Prix'. Oboreno je nekoliko rekorda mitinga; između ostalih, i onaj u utrci na 100 m.
| Događaj                             | Poz. | Sportaš            | Nacionalnost | Rez.    |
| ----------------------------------- | ---- | ------------------ | ------------ | ------- |
| 100 m (vjetar: -0,3 m/s) (muškarci) | 1.   | Tyson Gay          | SAD          | 9,92    |
| 100 m (vjetar: -0,3 m/s) (muškarci) | 2.   | Nesta Carter       | Jamajka      | 10,07   |
| 100 m (vjetar: -0,3 m/s) (muškarci) | 3.   | Michael Rodgers    | SAD          | 10,14   |
| 800 m (muškarci)                    | 1.   | Nick Symmonds      | SAD          | 1:45,37 |
| 800 m (muškarci)                    | 2.   | Belal Mansoor Ali  | Bahami       | 1:45,65 |
| kugla (muškarci)                    | 1.   | Christian Cantwell | SAD          | 22,22   |
| kugla (muškarci)                    | 2.   | Reese Hoffa        | SAD          | 21,48   |
| disk (žene)                         | 1.   | Sandra Perković    | Hrvatska     | 65,56   |
| disk (žene)                         | 2.   | Yanfeng Li         | NR Kina      | 21,48   |
| skok u vis (žene)                   | 1.   | Blanka Vlašić      | Hrvatska     | 2,02    |
| skok u vis (žene)                   | 2.   | Svetlana Školina   | Rusija       | 1,93    |
| skok u vis (žene)                   | 3.   | Irina Gordejeva    | Rusija       | 1,87    |

### 2011. godine
Druge godine World Challenge mitinga u Zagrebu došao je i svjetski prvak i olimpijski pobjednik na 100 metara, Usain Bolt. Postavio je i rekord mitinga, kao i još tri natjecatelja u ostalim kategorijama. Izdvojeni su najzanimljiviji rezultati mitinga. 
| Događaj                             | Poz. | Sportaš                  | Nacionalnost            | Rez.    |
| ----------------------------------- | ---- | ------------------------ | ----------------------- | ------- |
| 100 m (vjetar: +0.1 m/s) (muškarci) | 1.   | Usain Bolt               | Jamajka                 | 9,85    |
| 100 m (vjetar: +0.1 m/s) (muškarci) | 2.   | Kim Collins              | Sveti Kristofor i Nevis | 10,01   |
| 100 m (vjetar: +0.1 m/s) (muškarci) | 3.   | Richard Thompson         | Trinidad i Tobago       | 10,03   |
| 110 m (muškarci)                    | 1.   | Dayron Robles            | Kuba                    | 13,00   |
| 110 m (muškarci)                    | 2.   | Jason Richardson         | SAD                     | 13,04   |
| kugla (muškarci)                    | 1.   | Reese Hoffa              | SAD                     | 21,73   |
| kugla (muškarci)                    | 2.   | Christian Cantwell       | SAD                     | 21,55   |
| 1500 m (muškarci)                   | 1.   | Nixon Kiplimo Chepseba   | Kenija                  | 3:30,94 |
| 1500 m (muškarci)                   | 2.   | Ilham Tanui Ozbilen      | Turska                  | 3:31,37 |
| 3000 m sa zaprekama (muškarci)      | 1.   | Hillary Kipsang Yego     | Kenija                  | 8:12,81 |
| 3000 m sa zaprekama (muškarci)      | 2.   | Elijah Chelimo Kipterege | Kenija                  | 8:14,22 |
| 100 m (žene)                        | 1.   | Carmelita Jeter          | SAD                     | 11,00   |
| 100 m (žene)                        | 2.   | Schillonie Calvert       | Jamajka                 | 11,13   |
| 400 m (žene)                        | 1.   | Novlene Williams-Mills   | Jamajka                 | 50,31   |
| 400 m (žene)                        | 2.   | Anastazija Kapačinskaja  | Rusija                  | 50,40   |
| skok u vis (žene)                   | 1.   | Ana Čičerova             | Rusija                  | 2,00    |
| skok u vis (žene)                   | 2.   | Blanka Vlašić            | Hrvatska                | 2,00    |
| skok u vis (žene)                   | 3.   | Ebba Jungmark            | Švedska                 | 1,94    |

## Ostalo
- Svjetski rekorderi koji su nastupili: Usain Bolt, Valerij Brumelj, Jordanka Donkova, Ginka Zagorčeva, Renaldo Nehemiah,  Patrick Sjöberg, Wilson Kipketer, Jan Železni, Brian Oldfield.[11]
- Olimpijski i/ili svjetski prvaci: Juantorena, Allyson Felix, Irena Szewinska, Claudia Losch, Ana Quirot,

## Vanjske poveznice
- Službena stranica